# Fanatismus

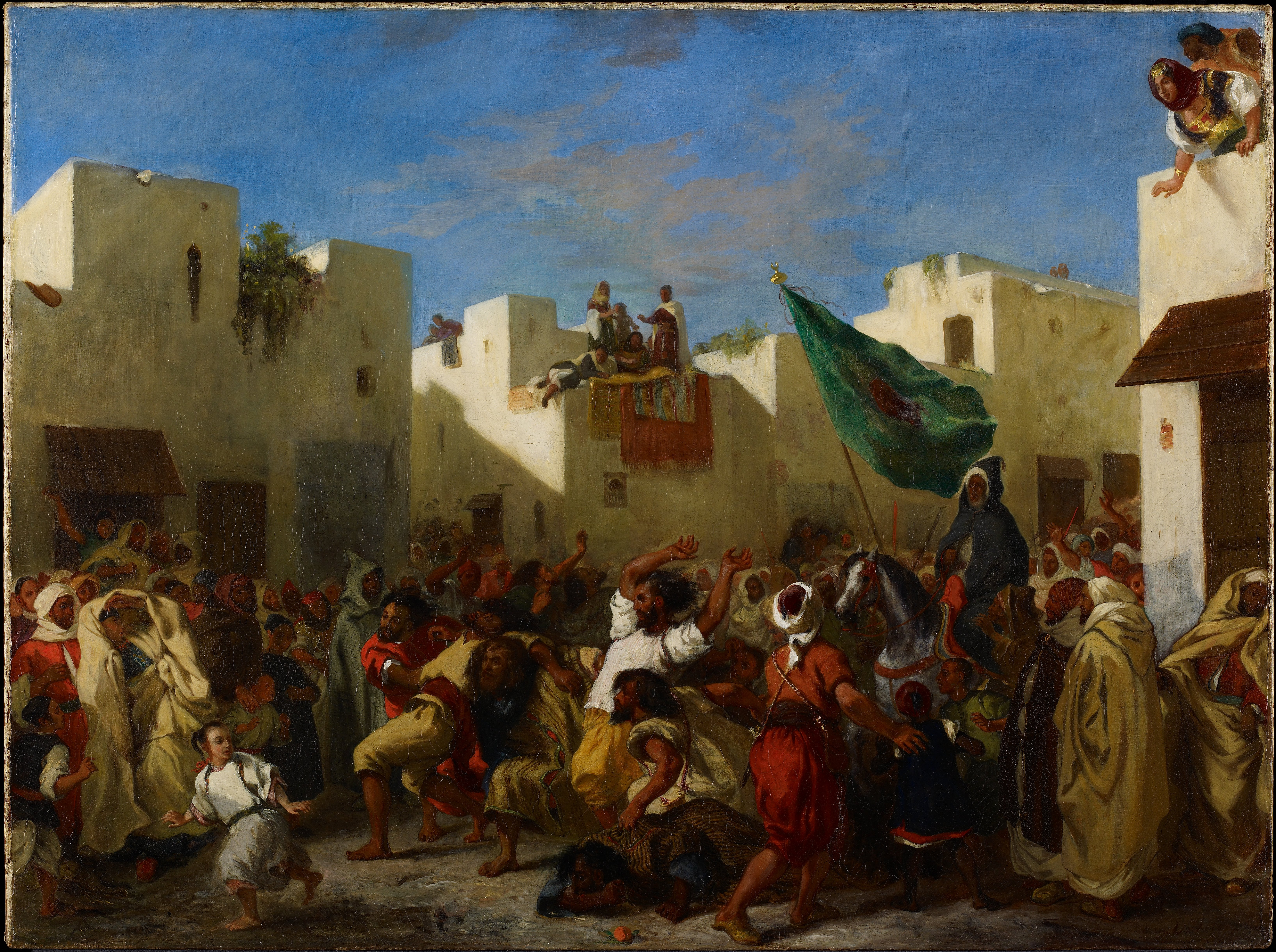
Eugène Delacroix: Fanatici z Tangieru (Minneapolis Institute of Art)

Fanatismus (z lat. fanaticus, posedlý, od fanum, posvátné místo) je slepá vášnivá zaujatost, nekompromisní a krajně jednostranný postoj nebo jednání člověka, který nějaké téma, myšlenku nebo věc pokládá za tak cennou, případně tak ohroženou, že námitky či odpor proti ní vyvolávají jeho zuřivost. Fanatik se vyznačuje neschopností kritického odstupu, intolerancí, nepoučitelností a jistou omezeností.
| „                  | Fanatismus je vždy příznakem potlačené pochybnosti. | “ |
| — Carl Gustav Jung |                                                     |   |

## Historie
Latinské fanaticus znamenalo původně horlivého člověka a mělo spíše pozitivní význam. Křesťanští autoři slovo obrátili proti pohanům a dali mu význam pejorativní, který se pak užíval i pro sektáře. Osvícenští autoři, zejména Voltaire a encyklopedisté, obrátili tento pejorativní význam proti náboženství vůbec. Historicky se fanatismus často spojoval s náboženstvím, právě tak ovšem existuje i fanatismus politický, národní, vědecký nebo sportovní. Obecně se týká masově účinných a mobilizujících témat, zejména politických.
Podle španělsko-amerického filosofa George Santayany je fanatik člověk, který „zdvojnásobuje své úsilí, když zapomněl svůj cíl“. Podle Winstona Churchilla je to člověk, který „neumí změnit své myšlení a nebude měnit téma“.
Sportovní fanoušek i převzaté anglické fan je odvozeno od fanatika, obvykle však znamená prostě přívržence a nemusí tak mít pejorativní význam.